# چشمه آب‌گرم فی‌وود
چشمه آب‌گرم فی‌وود (به انگلیسی: Faywood Hot Springs) در جنوب پارک ایالتی سیتی راکز در گرنت کانتی ایالت نیومکزیکو قرار دارد . در اواخر قرن نوزدهم تأسیسات در چشمه فی‌وود برای تفریح گردشگران ساخته‌شد که پس از سال ۱۹۵۲ به دلیل بی‌توجهی تعطیل شد . این زمین توسط بخش‌خصوصی در سال ۱۹۹۳ خریداری شد و دوباره رونق گرفت .